# The Rolling Stones US Tour 1978
Lo US Tour 1978 è stata una tournée del gruppo rock britannico The Rolling Stones svoltasi nell'estate 1978 negli Stati Uniti d'America, immediatamente dopo la pubblicazione del nuovo album del gruppo intitolato Some Girls. Come in occasione delle tournée statunitensi del 1972 e 1975, Bill Graham si occupò dell'organizzazione e promozione del tour.

## Storia
Il tour tenne un "profilo basso", con un palco minimale e più sobrio rispetto ai concerti dei precedenti Tour of the Americas '75 e Tour of Europe '76, possibilmente perché l'emergente scena punk rock poneva l'enfasi sulla musica e l'atteggiamento ribelle, criticando i "dinosauri" del rock ricchi e famosi che mettevano in scena spettacoli stravaganti e grandiosi a scapito della creatività e dell'integrità artistica.
Proseguendo un programma stabilito nel 1966 di fare un tour negli Stati Uniti ogni tre anni, gli Stones suonarono in vari locali (spesso sotto pseudonimo, per esempio, alla prima data del tour a Lakeland, Florida, gli Stones furono annunciati sui biglietti come "The Great Southeast Stoned Out Wrestling Champions"), arene, e stadi, pratica che avrebbero ripetuto con il passare degli anni. il tour fu il primo nel quale Charlie Watts utilizzò la sua celebre batteria Gretsch che ha continuato ad usare fino alla morte.

## Accoglienza
Il critico musicale Robert Christgau scrisse che la tournée del 1978 era stata un passo avanti per gli Stones rispetto ai recenti tour, "specialmente da quando Mick [Jagger] ha smesso di dimenarsi abbastanza a lungo per prendere una chitarra e suonare alcune delle nuove buone canzoni di Some Girls". Il tour è ampiamente ritenuto dagli appassionati uno dei migliori dei Rolling Stones, in gran parte perché significò un ritorno alle origini per la band, con maggior spazio alla musica e meno effetti pirotecnici. Segnò anche il ritorno di alcuni brani storici del repertorio degli Stones che non venivano eseguiti da tempo, come Tumbling Dice, Star Star, Happy, Street Fighting Man, ecc. mischiati a classici blues e reinterpretazioni di canzoni di Chuck Berry, oltre agli ovvi brani tratti dal nuovo album Some Girls. Anche se all'epoca non fu pubblicato nessun album dal vivo tratto dal tour, circolarono molti bootleg delle varie esibizioni, anche di buona qualità audio. Nel 2011, è stato pubblicato in formato CD e DVD il concerto del 18 luglio 1978 svoltosi a Fort Worth, Texas; con il titolo Some Girls: Live in Texas '78. In aggiunta al concerto integrale, il DVD include le prove del tour e tre brani eseguiti dal vivo dai Rolling Stones nel programma televisivo Saturday Night Live nell'ottobre 1978.
Tra i musicisti ospiti che suonarono insieme agli Stones nel corso del tour sono inclusi Linda Ronstadt, Sugar Blue, Doug Kershaw, Bobby Keys e Nicky Hopkins. I gruppi spalla ad aprire i concerti nelle varie date inclusero Van Halen, Journey, Peter Tosh, Patti Smith, Southside Johnny and the Asbury Jukes, Foreigner, Eddie Money, Kansas, Etta James, Furry Lewis, Atlanta Rhythm Section, April Wine, Outlaws, e Doobie Brothers.

## Formazione
The Rolling Stones
- Mick Jagger – voce solista, chitarra, tastiere
- Keith Richards – chitarre, voce
- Ronnie Wood – chitarre, cori
- Bill Wyman – basso
- Charlie Watts – batteria

Musicisti aggiuntivi
- Ian Stewart – piano
- Ian McLagan – tastiere, cori

## Scaletta
La scaletta tipica delle canzoni eseguite durante il tour era la seguente, con minime variazioni:
1. Let It Rock (Chuck Berry)
2. All Down the Line
3. Honky Tonk Women
4. Star Star
5. When the Whip Comes Down
6. Beast of Burden
7. Lies
8. Miss You
9. Just My Imagination (Running Away with Me) (The Temptations)
10. Shattered
11. Respectable
12. Far Away Eyes
13. Love in Vain (Robert Johnson)
14. Tumbling Dice
15. Happy
16. Sweet Little Sixteen (Chuck Berry)
17. Brown Sugar
18. Jumpin' Jack Flash
19. Bis: (I Can't Get No) Satisfaction, Street Fighting Man (in molti show non furono eseguiti bis).
20. Hound Dog (Elvis Presley) (suonata solo a Lexington e Memphis)

## Date
| Data                         | Città           | Nazione         | Località                                 | Artisti di supporto                       |
| Tour principale              | Tour principale | Tour principale | Tour principale                          | Tour principale                           |
| ---------------------------- | --------------- | --------------- | ---------------------------------------- | ----------------------------------------- |
| 10 giugno 1978               | Lakeland        | Stati Uniti     | Lakeland Civic Center                    | Henry Paul Band                           |
| 12 giugno 1978               | Atlanta         | Stati Uniti     | Fox Theatre                              | Patti Smith Group                         |
| 14 giugno 1978               | Passaic         | Stati Uniti     | Capitol Theatre                          | Etta James                                |
| 15 giugno 1978               | Washington      | Stati Uniti     | Warner Theatre                           | N.D.                                      |
| 17 giugno 1978               | Filadelfia      | Stati Uniti     | JFK Stadium                              | Foreigner Peter Tosh                      |
| 19 giugno 1978               | New York        | Stati Uniti     | Palladium                                | Peter Tosh                                |
| 21 giugno 1978               | Hampton         | Stati Uniti     | Hampton Roads Coliseum                   | N.D.                                      |
| 22 giugno 1978               | Myrtle Beach    | Stati Uniti     | Myrtle Beach Convention Center           | N.D.                                      |
| 26 giugno 1978               | Greensboro      | Stati Uniti     | Greensboro Memorial Coliseum             | N.D.                                      |
| 28 giugno 1978               | Memphis         | Stati Uniti     | Mid-South Coliseum                       | N.D.                                      |
| 29 giugno 1978               | Lexington       | Stati Uniti     | Rupp Arena                               | Eddie Money                               |
| 1º luglio 1978               | Cleveland       | Stati Uniti     | World Series of Rock – Cleveland Stadium | Peter Tosh Kansas                         |
| 4 luglio 1978                | Orchard Park    | Stati Uniti     | Rich Stadium                             | Journey Atlanta Rhythm Section April Wine |
| 6 luglio 1978                | Detroit         | Stati Uniti     | Detroit Masonic Temple                   | N.D.                                      |
| 8 luglio 1978                | Chicago         | Stati Uniti     | Soldier Field                            | Journey Peter Tosh Southside Johnny       |
| 10 luglio 1978               | Saint Paul      | Stati Uniti     | Saint Paul Civic Center                  | N.D.                                      |
| 11 luglio 1978               | St. Louis       | Stati Uniti     | Kiel Opera House                         | Peter Tosh                                |
| 13 luglio 1978               | New Orleans     | Stati Uniti     | Louisiana Superdome                      | The Doobie Brothers Van Halen             |
| 16 luglio 1978               | Boulder         | Stati Uniti     | Folsom Field                             | Kansas Eddie Money Peter Tosh             |
| 18 luglio 1978               | Fort Worth      | Stati Uniti     | Will Rogers Memorial Center              | N.D.                                      |
| 19 luglio 1978               | Houston         | Stati Uniti     | Sam Houston Coliseum                     | Peter Tosh                                |
| 21 luglio 1978               | Tucson          | Stati Uniti     | Tucson Community Center                  | Etta James                                |
| 23 luglio 1978               | Anaheim         | Stati Uniti     | Anaheim Stadium                          | Outlaws                                   |
| 24 luglio 1978               | Anaheim         | Stati Uniti     | Anaheim Stadium                          | Outlaws                                   |
| 26 luglio 1978               | Oakland         | Stati Uniti     | Oakland Coliseum                         | N.D.                                      |
| Apparizione televisiva       |                 |                 |                                          |                                           |
| 7 ottobre 1978               | New York City   | Stati Uniti     | Saturday Night Live                      | N.D.                                      |
| Concerto di beneficenza 1979 |                 |                 |                                          |                                           |
| 22 aprile 1979 (2 show)      | Oshawa          | Canada          | Oshawa Civic Auditorium                  | The New Barbarians                        |